# ووژیانگ
ووژیانگ (به لاتین: Wujiang District, Shaoguan) یک سکونتگاه مسکونی در جمهوری خلق چین است که در شاوگوان واقع شده‌است.